# Unterwasserlärm
Unterwasserlärm, auch Unterwasserlärmverschmutzung, ist die Bezeichnung für Schallausstöße, die unter Wasser wahrgenommen werden können.
Verschiedenste zusammen wirkende Lärmquellen, unter anderem die Schifffahrt, die Öl- und Gasexploration sowie  -förderung, der Einsatz von Schwimmbaggern, Baustellenarbeiten, Fluglärm und militärische Aktivitäten, haben zu einem dramatischen Anstieg der Schallpegel in allen Ozeanen geführt. Anthropogen erzeugter Unterwasserlärm hat sich während der letzten 60 Jahre in jeder Dekade verdoppelt. Wird die industrielle Nutzung der Weltmeere weiter vorangetrieben, wird die Lärmbelastung in den Weltmeeren noch mehr ansteigen.

## Auswirkungen
Eine Vielzahl von Meereslebewesen, insbesondere Meeressäuger und Fische, sind auf ihren akustischen Sinn angewiesen, um zu überleben. So benutzen sie Schallemissionen, um mit Artgenossen zu kommunizieren, Paarungspartner zu finden, Nahrung aufzuspüren, Feinde auszumachen oder um sich unter Wasser zu orientieren. Die akustische Orientierung unter Wasser ist sehr effizient, denn die Fortpflanzungsgeschwindigkeit von Schall im Wasser ist rund fünf Mal höherer als in der Luft und die Reichweite ist mit Hunderten von Kilometern um ein Vielfaches höher als beispielsweise die Sichtweite, welche nur einige Meter beträgt.
Die Kommunikation und Orientierung von Walen und Delphinen erfolgt mittels Schall. Umgebungslärm stört sie dabei nicht nur, sondern kann auch dazu führen, dass sie stranden und sterben.
Bei gewissen Walarten konnte nachgewiesen werden, dass die unglaublich lauten Aktivsonare der Marine zu panischem Auf- und Abtauchen der Tiere führen. Dabei kommt es zum Ausperlen von im Blut gebundenen Gasen, insbesondere Stickstoff, welcher in ausgeperlter Form Blutgefäße verstopft und Gewebeschäden verursacht, woran das Tier dann verendet. Bei Tauchern ist dieses Phänomen als Dekompressionskrankheit bekannt. Schall reicht sehr weit und entfaltet seine Wirkung noch in Hunderten Kilometern Umkreis. Abhängig von den eingesetzten Frequenzen sind unterschiedliche Walarten betroffen.
Intensive Lärmbelastungen haben nachweislich auch auf eine ganze Reihe von kommerziell genutzten Fischarten schädliche Auswirkungen, die sich unter anderem durch das Verlassen des gewohnten Lebensraums, verminderte Reproduktionsleistung und erhöhte Anfälligkeiten für Krankheiten äußern.
Gemäß einer Studie gingen beispielsweise bei Einsätzen von Airguns (Luftpulsern), die zum Auffinden von Erdöl und -gasvorkommen eingesetzt werden, die Fischfangmengen um 45–70 % zurück.

## Gegenmaßnahmen

### Internationale Reaktionen
Als Reaktion auf das ernsthafte Problem des Unterwasserlärms haben bereits mehrere größere zwischenstaatliche Gremien im Laufe der vergangenen Jahre anerkannt, dass die Belastung der Ozeane mit Lärm eine Gefahr für die Meeresumwelt darstellt, und einen vorsichtigeren und zurückhaltenderen Einsatz Lärm erzeugender Technik in Weltmeeren gefordert. Dieser wachsende internationale Konsens hat erst in jüngster Zeit in den folgenden Schlussfolgerungen und Resolutionen konkrete Formen angenommen.

### Zeitlicher Verlauf
Im August 2003 verabschiedeten die Mitglieder von ASCOBANS das Abkommen für die Erhaltung von Kleinwalen in der Nord- und Ostsee Resolution Nr. 5, in der sie die Mitgliedsstaaten auffordern, Schritte zur Reduzierung der Lärmbelästigung von Cetaceen durch seismische Tests, militärische Aktivitäten, Schiffsverkehr, akustische Scheuchvorrichtungen und andere akustische Störquellen einzuleiten.
Im Juni 2004 kam der Wissenschaftsausschuss der IWC zu dem Ergebnis, dass die Sachlage der Lärmbelastung in den Weltmeeren zwingend als eine potenzielle Bedrohung für Meeressäuger und ihre Populationen in regionalem und ozeanweiten Maßstab naheliegt. Der Bericht des Wissenschaftsausschusses fordert eine multilaterale Zusammenarbeit zur Überwachung des Unterwasserlärms in den Weltmeeren und zur Entwicklung von Lärmbilanzen für alle Anrainer eines Beckens und auch in regionalem Maßstab.
Im Oktober 2004 nahm das Europäische Parlament mit klarer Mehrheit eine Resolution an, die an ihre 25 Mitgliedsstaaten appelliert, Moratorien und Beschränkungen für den Einsatz von hochintensiven aktiven Sonarsystemen in Flottenübungen (unter anderem auch im Rahmen der NATO-Manöver) durchzusetzen, alternative Technologien zu entwickeln und unverzüglich den Einsatz hochintensiver aktiver Sonarsysteme in ihren Territorialgewässern einzuschränken. Die Resolution fordert die Mitgliedsstaaten ebenfalls auf, eine internationale Projektgruppe einzurichten, die internationale Abkommen zur Reglementierung der Unterwasserlärmpegel in den Weltmeeren erarbeiten soll.
Im November 2004 nahmen die 16 Mitgliedsstaaten des ACCOBAMS die Resolution Nr. 2.16 an, in der sie den anthropogenen Unterwasserlärm in den Weltmeeren als Verschmutzung anerkennen, die äußerst nachteilige Auswirkungen auf das Leben von Meerestieren haben kann, die von Störungen und  Verletzungen bis hin zum Tod führen können. Die Resolution appelliert an die Mitgliedsstaaten, auf anthropogene Lärmbelastungen in Habitaten empfindlicher Arten und in sonstigen Gebieten zu verzichten, in denen eventuell Meeressäuger bzw. gefährdete Arten in hoher Dichte leben, die nationale und internationale Forschung in diesem Bereich zu intensivieren, alternative Technologien zu entwickeln und den Einsatz der bestmöglichen zur Verfügung stehenden Verfahren zur Eindämmung von Lärmemissionen zu fördern.
Im November 2004 nahm die IUCN eine Resolution an, in der sie Lärm als eine Form von Umweltverschmutzung anerkennt und die Regierungen der Mitgliedsstaaten auffordert, das Vorsorgeprinzip bei der Bewertung der Auswirkungen von Lärmbelastungen anzuwenden, die durch gewerbliche, militärische und industrielle Tätigkeiten entstehen. Die Resolution ruft die Staaten dringendst dazu auf, vom Einsatz starker Lärmquellen in Habitaten empfindlicher Arten und in sonstigen Gebieten abzusehen, in denen Meeressäuger bzw. gefährdete Arten eventuell in hoher Dichte leben, und über die UN darauf hinzuwirken, dass „Mechanismen zur Eindämmung von Unterwasserlärm entwickelt werden.“
Im November 2005 wurde von den Vereinten Nationen eine Resolution zu den Ozeanen verabschiedet, welche im Abschnitt über den Schutz gefährdeter Ökosysteme erstmals auch den Unterwasserlärm und seine Auswirkungen auf marine Lebewesen thematisiert. Darin wird gefordert, dass die Auswirkungen von Lärm auf die Lebewesen eingehender zu studieren und zu berücksichtigen sind.
Im Oktober 2007 wurde von den Vertragsstaaten von ACCOBAMS die Resolution Nr. 3.10 betreffend Handlungs-Richtlinien im Zusammenhang mit den negativen Einflüssen von Unterwasserlärm auf Meeressäuger angenommen.